# Концерт в Санкт-Петербурге зпт
Концерт в Санкт-Петербурге зпт — live-концертник от группы «Пилот», выпущенный в 1999 году. Записано на концерте в клубе «Спартак» 23 октября 1999 года.
Запись и сведение: студия «Нева-Рекордз».
Звукооператор — Лев Савранский, Денис Можин.

## История создания альбома
«Эта запись конкретного концерта группы „Пилот“, который проходил 23 октября 1999 года в клубе „Спартак“ в Питере. Студия звукозаписи „Нева-Рекордз“ привезла аппаратуру (пульт и adat-магнитофоны), с помощью которой мы записали на 16 каналов свое полновесное живое выступление. Пластинка прекрасно передает атмосферу наших концертов тех лет. Нужно отметить, что и по сей день она является единственной официально выпущенной концертной аудио-записью группы „Пилот“, то есть, продолжить эту практику мы так и не собрались за все время существования коллектива» - вспоминает Илья Черт в книге «Двадцатничек», приуроченной к 20-летнему юбилею группы.
"23 октября 1999 года стало особенной датой в истории «ПилОта». Ведь именно тогда прошло выступление коллектива в клубе «Спартак», а на нем — запись live-концертника «Концерт в Санкт-Петербурге зпт». Аппаратуру тогда привезла студия «Нева-рекордз, с помощью которой и было записано полновесное живое сольное выступление» — поясняется на сайте лейбла Полигон Records.
Диск издавался на кассетах и на CD носителях.
В 2000 году вышла видео-версия «Концерта в Зпт», отснятого по выступлению группы в клубе Спартак.

## Информация о видео «Концерт в Санкт-Петербурге ЗПТ»
Помимо концертного альбома, позже вышел и DVD c легендарным концертом группы, состоявшимся 23 октября 1999 года. Официальный выход видео-версии концерта состоялся 30 сентября 2000 года. Видео-версия концертного выступления не включила в себя песни: «Два наркомана», «Желтый дом», «Каникулы маленькой панды» и «Индейская».
В 2005 году на DVD вышла дополненная версия видео-концерта, где были представлены документальные съемки закулисной жизни музыкантов и мини-интервью каждого участника команды, дискография группы, включая 2005 год, а также слайд-шоу из фотографий и клип на песню «Война».

## Участники записи
- Илья Черт — вокал
- Рома Чуйков — гитара
- Стасики Марков — бас
- Денс Можин — ударные
- Макс Йорик — скрипка

Технический персонал
- Антон Дроздов — видеооператор
- Владимир Волохоff — монтаж
- Лев Савранский — звукооператор
- Валерий Карпенков — директор группы
- Игорь Погодин — оператор
- Алексей Прокофьев — оператор

Концерт был снят с нескольких различных камер

## Список песен
1. Рядом
2. Химия
3. О нехороших людях (Стаи)
4. Кошка
5. Сибирь
6. Альтернативный Новый Год
7. Питер
8. Джаз
9. Трамвайная
10. Снайпер
11. Пешком по шпалам
12. Каникулы маленькой панды
13. По разбитым судьбам
14. Два наркомана
15. 3 тысячи крыс
16. Жёлтый дом
17. Два ангела
18. Индейская
19. Надоело всё
20. Транзит
21. Война
22. Небо

## Рецензии
«…А ведь все есть для массового признания: харизматический лидер, умеющий петь, толковые тексты, яркие мелодии, суперхиты, драйв, напор, отличная игра музыкантов (скрипка… блеск!!!). Но самое главное, что выделяет Пилот из сотен других коллективов, это то, что группа умудряется совмещать в своем творчестве безусловно панковскую стилистику и агрессию с удивительной мелодичностью отдельных композиций…» — Д. Журавлев, Музыкальная газета, 2000 г., N31, с. 14. Пилот. Концерт в Санкт-Петербурге. В 2-х частях.
«…Тут есть песни, которые позволяют говорить, что у Константина Кинчева появилась достойная смена. „Рядом“, „Стаи“, „Кошка“ — восхитительная лирика, жесткая драматургия, восхитительный мелодизм. Есть эпопея „Сибирь“, „Альтернативный Новый год“ со страшным эмоциональным выплеском в припеве. „Питер“ — песня про удивительный город, точно передан его „характер“: город — сама душа, город — само отражение…» — Музыкальная газета, 2000 г., N49-50, с. 14.